# Голубево (Калининградская область)
Голубево — посёлок в Гурьевском городском округе Калининградской области. Входит в состав Новомосковского сельского поселения. 
Рядом располагается железнодорожная станция Голубево. Также через посёлок ходит автобус 146 до Калининграда.

## Население
| 2002 | 2010 | 2011 | 2021  |
| ---- | ---- | ---- | ----- |
| 244  | ↗351 | ↘276 | ↗3739 |

## История
В 1946 году Зеепотен был переименован в поселок Голубево.